# میرزا ابوالقاسم معین‌الملک

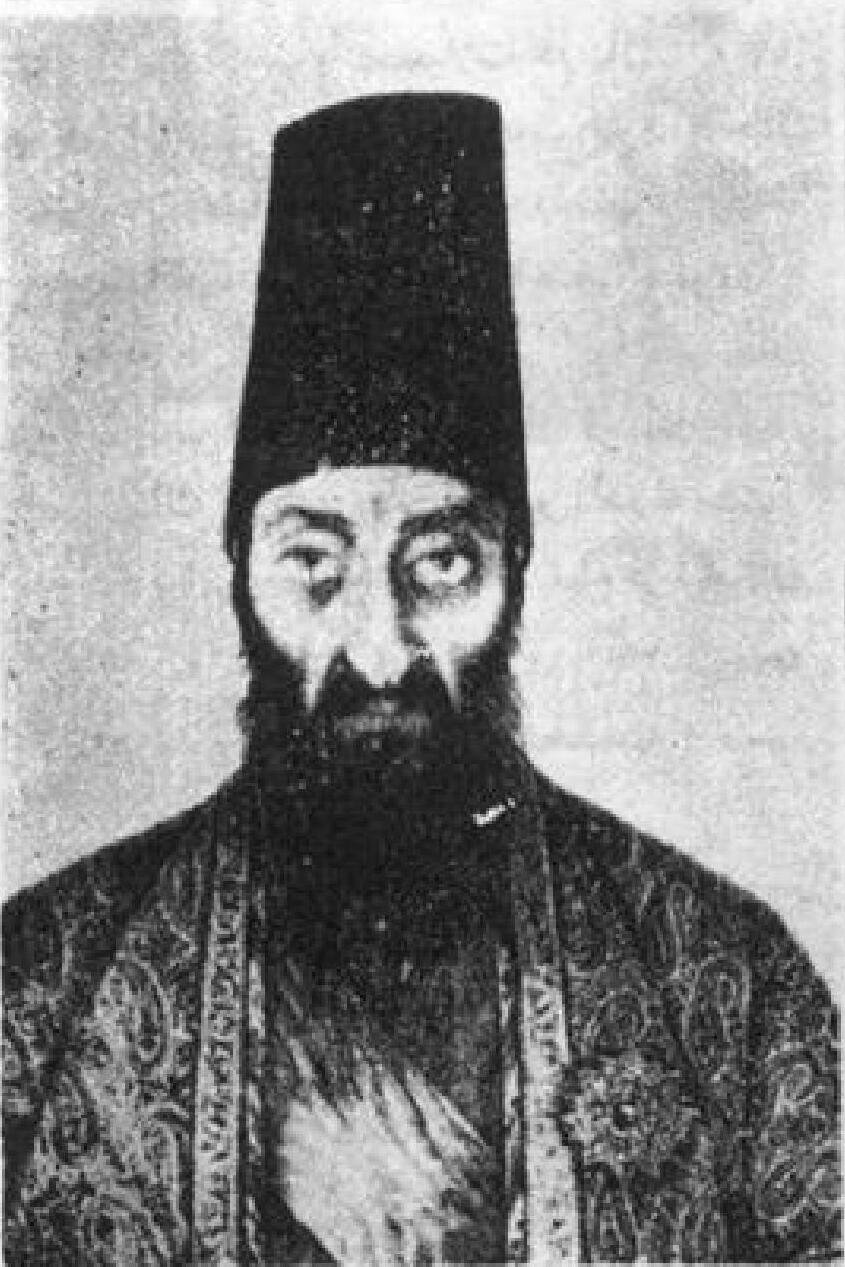
میرزا ابوالقاسم معین‌الملک

میرزا ابوالقاسم معین‌الملک دولت‌مرد و دیپلمات دوره قاجار بود.
او از سادات تفرش و پدرش میرزا سید اسماعیل از نویسندگان و میرزایان دستگاه عباس میرزا در تبریز بود.
معین‌الملک در سال ۱۲۷۷ قمری به منصب لشکرنویس‌باشی برقرار شد و در سال ۱۲۸۷ قمری به جای میرزا محمدحسین فراهانی به تولیت آستان قدس رضوی رسید و تا پایان عمر یعنی محرم ۱۲۸۹ قمری در این مقام باقی بود. او پدر میرزا رضا معین‌السلطنه بود. یک دخترش به ازدواج میرزا فتح‌الله مستوفی پسر میرزا علی قائم‌مقام و دختر دیگرش به ازدواج میرزا علی سرتیپ فیروزکوهی درآمد.